# Look-down/shoot-down
 (mai 2024).
La mise en forme du texte ne suit pas les recommandations de Wikipédia : il faut le « wikifier ».
Les points d'amélioration suivants sont les cas les plus fréquents :
- Les titres sont pré-formatés par le logiciel. Ils ne sont ni en capitales, ni en gras.
- Le texte ne doit pas être écrit en capitales (les noms de famille non plus), ni en gras, ni en italique, ni en « petit »…
- Le gras n'est utilisé que pour surligner le titre de l'article dans l'introduction, une seule fois.
- L'italique est rarement utilisé : mots en langue étrangère, titres d'œuvres, noms de bateaux, etc.
- Les citations ne sont pas en italique mais en corps de texte normal. Elles sont entourées par des guillemets français : « et ».
- Les listes à puces sont à éviter, des paragraphes rédigés étant largement préférés. Les tableaux sont à réserver à la présentation de données structurées (résultats, etc.).
- Les appels de note de bas de page (petits chiffres en exposant, introduits par l'outil «  Source ») sont à placer entre la fin de phrase et le point final[comme ça].
- Les liens internes (vers d'autres articles de Wikipédia) sont à choisir avec parcimonie. Créez des liens vers des articles approfondissant le sujet. Les termes génériques sans rapport avec le sujet sont à éviter, ainsi que les répétitions de liens vers un même terme.
- Les liens externes sont à placer uniquement dans une section « Liens externes », à la fin de l'article. Ces liens sont à choisir avec parcimonie suivant les règles définies. Si un lien sert de source à l'article, son insertion dans le texte est à faire par les notes de bas de page.
- La présentation des références doit suivre les conventions bibliographiques. Il est recommandé d'utiliser les modèles {{Ouvrage}}, {{Chapitre}}, {{Article}}, {{Lien web}} et/ou {{Bibliographie}}. Le mode d'édition visuel peut mettre en forme automatiquement les références.
- Insérer une infobox (cadre d'informations à droite) n'est pas obligatoire pour parachever la mise en page.

Pour une aide détaillée, merci de consulter Aide:Wikification.
Si vous pensez que ces points ont été résolus, vous pouvez retirer ce bandeau et améliorer la mise en forme d'un autre article.
Look-down/shoot-down sont des capacités d’un radar de détecter, traquer et guider de l'armement sur une cible aérienne qui (vu par le radar) se confond avec le sol.

## Problème et dénomination
Les radars d'interception aéroportés reposant exclusivement sur des techniques de radar à domaine temporel sont aveugles chaque fois que l'antenne du radar est orientée vers la surface de la Terre. C'est parce que pointer le radar vers le sol produit une grande réflexion. Cette réflexion et l'affichage "encombré" qui en résulte submergent les opérateurs humains et les systèmes informatiques (voir ground clutter).Les systèmes radar de ce type sont essentiellement inutiles lorsqu'ils sont orientés vers la surface, la zone faible se situant à proximité et au-dessous de l'horizon. Cette zone peut être activement utilisée par les combattants ennemis qui souhaitent se cacher de la traque radar en utilisant une technique connue sous le nom de terrain masking.
Frequency domain signal processing, combinée à un traitement du signal dans le domaine temporel, comme dans un pulse-Doppler radar,est un moyen d'éliminer cette vulnérabilité.

### Look down
L'Armée exige que les radars d'interception aéroportés soient performants sous tous les aspects, y compris vers le bas. En utilisant des techniques permettant d'éliminer efficacement le "clutter", les opérateurs humains et les ordinateurs peuvent se concentrer sur les cibles d'intérêt. Cela permet au système radar de "regarder vers le bas", ce qui élimine la zone de faiblesse.Les véhicules militaires de combat aérien dépourvus de cette capacité sont aveugles aux cibles situées en dessous et le long de la ligne d'horizon et sont donc incapables de les engager.

### Shoot down
Une fois que le radar peut "regarder vers le bas", il est ensuite souhaitable de "tirer vers le bas". Divers systèmes d'armes (y compris canons et missiles) sont alors utilisés contre des cibles radar désignées, soit en s'appuyant sur le radar de l'aéronef qui utilise la capacité de "regarder vers le bas" (comme dans un semi-active radar homing) ou le radar actif de l'arme pour traiter la cible indiquée (comme dans un active radar homing).

## Concept
Le défi technique auquel est confronté le radar aéroporté consiste à discerner des échos radar relativement petits (ex: d'autres aéronefs, des cibles) en présence d'échos radar importants (ex: terrain return) lorsque le radar est pointé vers le sol, "en regardant vers le bas". Le sol réfléchit fortement l'énergie radar tandis que la cible la réfléchit relativement faiblement, ce qui crée un clutter (une confusion) sur l'écran radar. Il est difficile, voire impossible, de séparer l'image radar d'un avion volant à basse altitude de l'écho radar parasite.
Les radars Look-down/shoot-down ont été améliorés grâce à des programmes électroniques qui traitent l'image radar et recherchent les objets en mouvement, qui sont détectés en observant les décalages Doppler (Doppler shifts) dans l'écho radar. Voir "moving target indication". Le radar supprime tous les objets stationnaires (par exemple le sol et les bâtiments) de l'écran et n'affiche que les objets en mouvement. Le radar étant relié au système de conduite de tir de l'avion, il peut fournir les informations aux systèmes armes une fois qu'il a détecté un objet en mouvement.
Les radars Look-down/shoot-down permettent aux avions de combat d'engager des cibles volant en dessous d'eux. Cette possibilité est hautement souhaitable, car elle permet à un aéronef de détecter et d'attaquer des cibles tout en conservant la position tactiquement avantageuse que lui confère une altitude supérieure.

## Histoire
Le système de conduite de tir Hughes AN/ASG-18 était un prototype de radar aéroporté/système de combinaison pour le projet de l'intercepteur  North American XF-108 Rapier pour l'armée de l'air des États-Unis, puis pour le Lockheed YF-12. Le premier pulse-Doppler radar des US, le système avait des capacités look-down/shoot-down et pouvait traquer une cible à la fois. Les essais en vol du système AN/ASG-18, utilisant un Convair B-58 modifié, ont commencé en 1960. Au cours des années 1960, des essais en vol de l'YF-12 ont été effectués, notamment l'utilisation du système radar embarqué AN/ASG-18 de l'YF-12 en conjonction avec des missiles AIM-47 pour abattre des drones cibles.
Un look-down/shoot-down a été développé par ELTA Ltd, une filiale d'Israel Aircraft Industry (IAI), en réponse à un besoin opérationnel de l'armée de l'air israélienne, résultant des enseignements tirés de la guerre des Six Jours en 1967.ELTA a fait œuvre de pionnier et prouvé la faisabilité de l'installation d'un radar Pulse-Doppler cohérent léger dans un avion de chasse. Le premier prototype a été testé avec succès en 1970. Le radar (ELM-2001) a été installé sur l'avion de combat israélien "Kfir" et est devenu opérationnel en 1974.
Le traitement pratique des signaux Pulse-Doppler nécessite des ordinateurs à semi-conducteurs très puissants et légers, qui sont apparus au début des années 1970. Le premier avion à se fier entièrement à son propre système radar est le F-4 Phantom.L e F-4J avait le Westinghouse AN/AWG-10 fire control system (ce qui fait du F-4J le premier chasseur au monde doté de capacités look-down/shoot-down).
L'Union soviétique a introduit son premier look-down/shoot-down radar avec le Sapfir-23P sur l'intercepteur Mikoyan MiG-23. Les bombardiers et les missiles de croisière de l'armée de l'air américaine avaient ainsi plus de mal à pénétrer l'espace aérien soviétique à basse altitude (terrain masking), sans être détecté.
En ce qui concerne les opérations aériennes de la coalition pendant la guerre en 1991 du  Persian Gulf War, Le Général Charles Horner décrit le radar du F-15 : "Pendant les trois premiers jours de la guerre, alors que le contrôle de l'espace aérien était très contesté, les avions irakiens décollaient, rentraient leur train d'atterrissage et explosaient."